# Stéphane N’Guéma
Stéphane N’Guéma (* 20. November 1984 in Libreville) ist ein ehemaliger gabunisch-französischer Fußballspieler.

## Karriere

### Klub
Im Sommer 2003 wechselte er aus der zweiten Mannschaft von Stade Rennes in die erste. Von dort wurde er schließlich Anfang 2006 für den Rest der Spielzeit an den FC Lorient verliehen. Nach seiner Rückkehr spielte er noch eine weitere Spielzeit in Rennes und schloss sich danach ablösefrei dem FC Istres an. Zur Saison 2008/09 ging es dann nochmal weiter für eine Saison zum Paris FC, wo er jedoch im Februar 2009 bereits entlassen wurde. Damit konnte er sich über die nächsten paar Monate jedoch keinem neuen Klub anschließen. Zur Saison 2009/10 unterschrieb er schließlich einen Vertrag beim moldauischen Verein Olimpia Bălți, wo er jedoch dann auch nur ein halbes Jahr aktiv war, bis es ihn wieder nach Frankreich zog.
Diesmal schloss er sich für den Rest der Saison dem AS Beauvais. Für eine weitere Saison lief er anschließend nochmal für die zweite Mannschaft von Paris Saint-Germain auf. Zur Saison 2011/12 wechselte er schließlich wieder in seine Heimat zurück und schloss sich dort dem US Bitam an. Zur Saison 2012/13 ging es weiter zum AC Bongoville sowie zur Saison 2015 nochmal dann zu USM Libreville. Anfang 2015 ging es für ihn dann nochmal weiter zum FC 105 Libreville, wo er nach der Saison 2016/17 dann auch seine Karriere beendete.

### Nationalmannschaft
Für die Auswahl von Gabun lief er im Jahr 2003 das erste Mal auf, nach einigen Einsätzen danach kam er ab 2008 regelmäßiger zum Einsatz. So kam er auch in Spielen beim Afrika-Cup 2010 und 2012 zum Einsatz. Nach einem letzten Spiel im Januar 2013 beendete er dann seine Karriere in der Nationalmannschaft.